# 无焰加热器

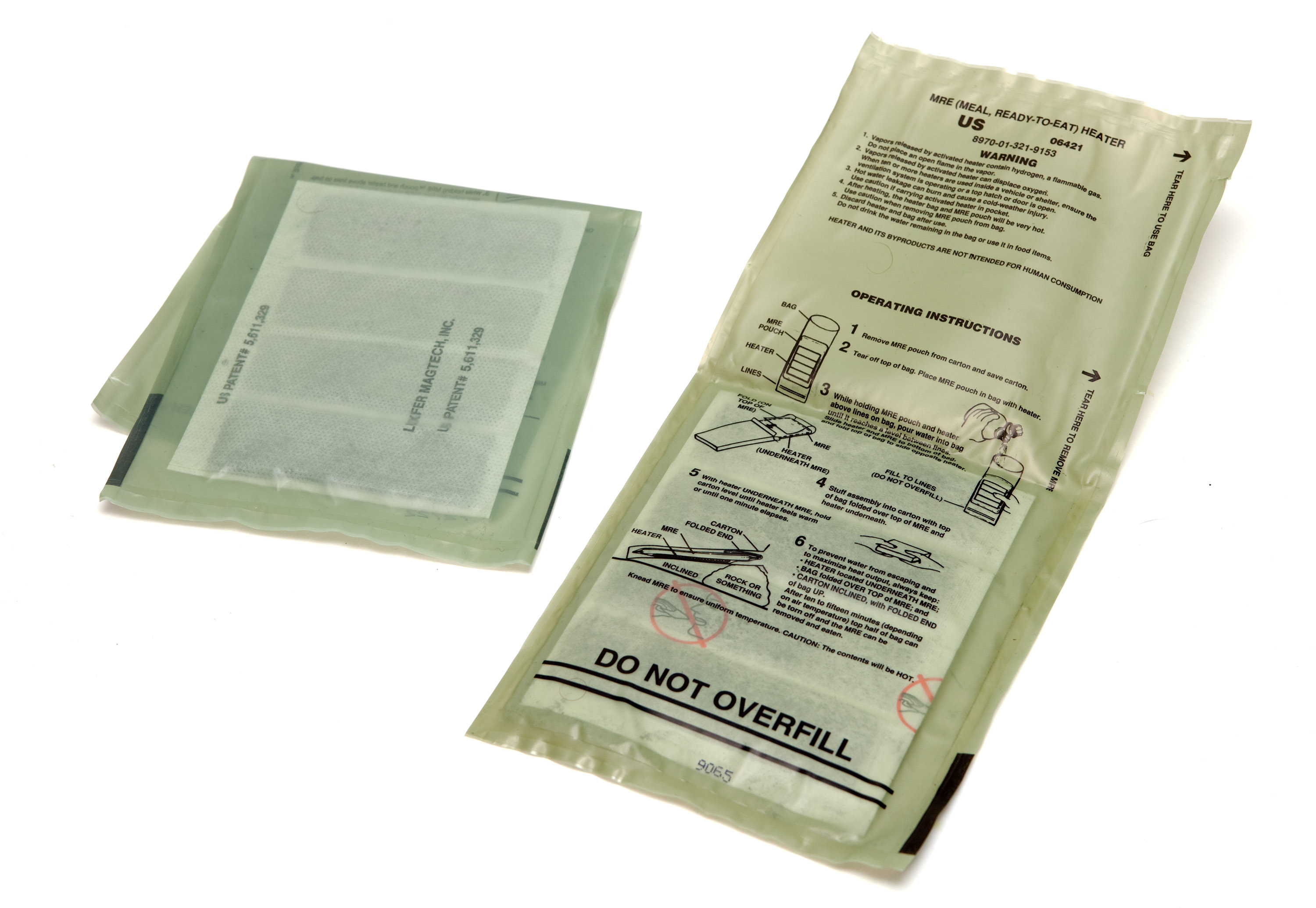
一组无焰加热器

无焰加热器（英語：Flameless ration heater），是一种不需火柴或打火機等明火點燃的便携式自热工具，亦为某些野戰口粮或便當的附加物，此物的用途是加热食品。美国的加热器军用标准要求其能够在在十二分钟内将8-盎司（226.8-克）的食品温度提高到100 °F（38 °C），并且没有可见的火焰。
加热器中具有细粉状的镁金属，少量铁和食盐组成的合金。触发化学反应需要添加少量冷水，随着放热反应的进行，水的沸点很快达到目标要求。 

## 化学反应

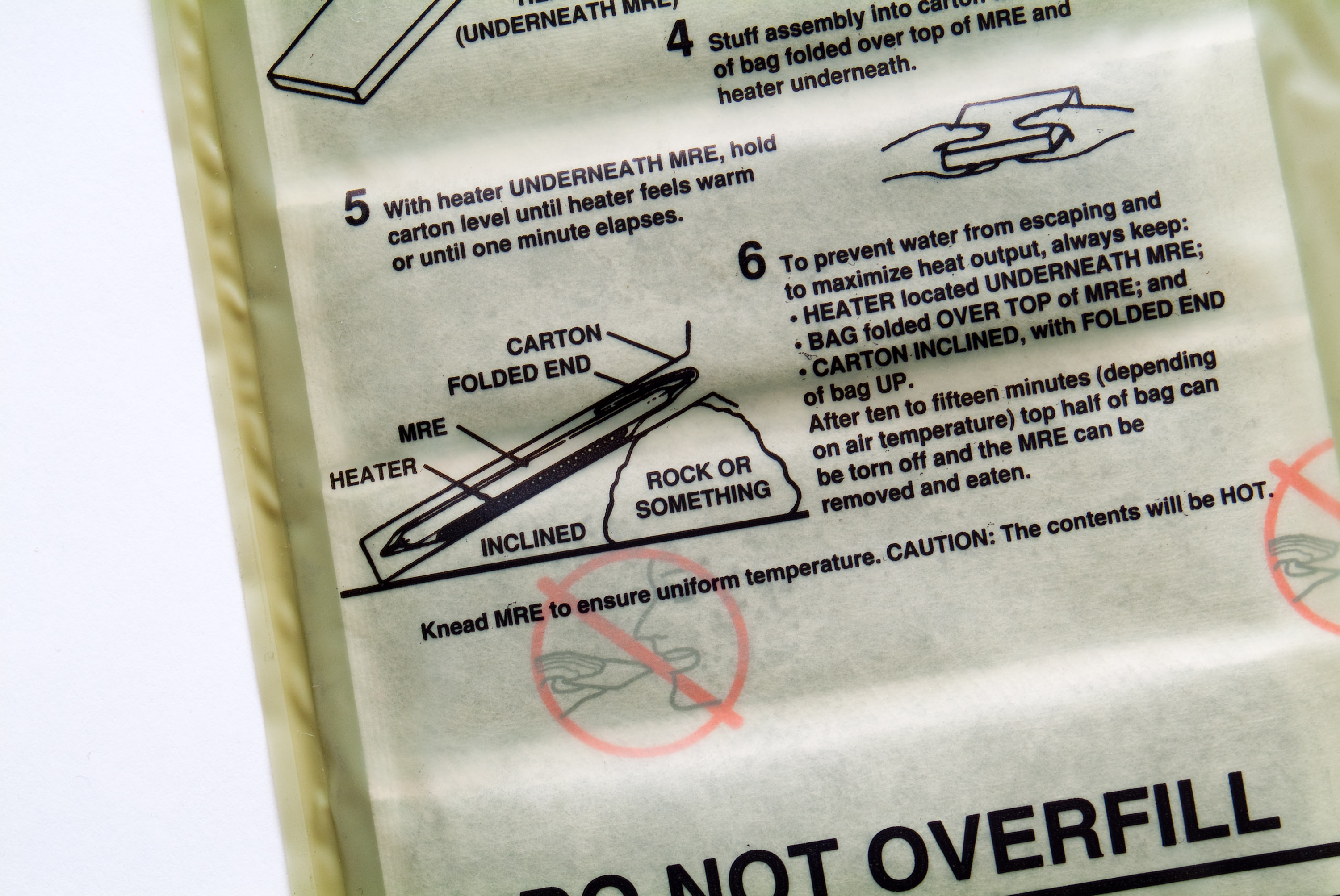
使用说明中提示使用者“建议将加热器放在岩石或其他物体上”

加热器在氧化还原反应而引发的电子转移过程中产生热量。水会按照以下化学反应氫氧化镁金属：
Mg+2H2O==Mg（OH）2+H2↑ [+heat（q）]
该反应类似于铁因氧气生锈，并且速度近似，由于加热速度过慢而无法产生足够热量。为加速反应，厂商会将金属铁颗粒和食盐（NaCl）与镁颗粒混合。   
铁，镁元素悬浮于电解质后，会形成可以产生伽凡尼電池效应。将水加入加热器后，它会溶解盐以形成电解质，从而将镁和铁的每个颗粒变成一个“电池”。由于镁铁颗粒相互接触，故它们实际上变成了若干颗微型短路电池，这些电池迅速焚毁，并在发明者称之为“超腐蚀原电池”过程产生热量。
一个品牌的自热口粮使用7.5克镁铁粉，其中包括95％镁，5%的铁和0.5克盐。加入30毫升水后，此混合物可以在约10分钟内将230克餐包加热到100华氏度（约38摄氏度）的食物，在约80瓦的能量下释放约五万焦耳的热能。 

## 在密闭空间产生的危害
美国运输部（DOT）下辖的联邦航空管理局（FAA）在对无焰加热器进行测试后发布的一份报告指出：“ ...从这些无焰加热器中释放出的氢气数量足以对在飞机上的操作人员造成潜在危害。” 该测试在民用自热食品进行，此自热食品的内容物包括一个无焰加热袋，一袋盐水，一个发泡胶碟/托盘和一个密封袋装（软罐头）的餐食（亦可微波加热或水煮）。